# Kurt Braun (Tischtennisspieler)
Kurt Braun (* 25. Juni 1921; † 7. Oktober 1990) war ein deutscher Tischtennisspieler.

## Internationale Erfolge
Höhepunkt seiner Laufbahn war die Teilnahme an der Tischtennisweltmeisterschaft 1952 in Bombay. Hier belegte er mit der deutschen Mannschaft Platz 9. Gegen den späteren Weltmeister Hiroji Satoh aus Japan konnte er als einziger Europäer einen Satz gewinnen.
1953 schlug er den Jugoslawen Vilim Harangozo (der später Bundestrainer in Deutschland wurde). Insgesamt 18 mal wurde er in die Nationalmannschaft berufen.
Bei den Internationalen Meisterschaften von Österreich erreichte er 1951 im Einzel das Halbfinale, 1958 gewann er diese Meisterschaft.

## Nationale Erfolge
1938 wurde er mit der Mannschaft von Schwarz-Weiß Wuppertal Niederrheinmeister. Zusammen mit Heinz Raack belegte er bei den deutschen Meisterschaften 1943 Platz 3 im Doppel, die gleiche Platzierung erreichte er mit Helmuth Hoffmann 1951. 1948 wurde er in Göttingen deutscher Vizemeister im Einzel, zwei Jahre später gewann er mit dem WTTV den Deutschlandpokal. Dreimal hintereinander wurde er Westdeutscher Meister (1953–1955).
Braun spielte in den Vereinen Schwarz-Weiß Wuppertal, Gold-Weiß Wuppertal (ab August 1949), Borussia Düsseldorf (ab 1952), ETuS Wanne-Eickel und ESV Wuppertal West (ab 1955).

## Privat
Kurt Braun lebte in Wuppertal, er war seit 1949 verheiratet. Seine Geschwister waren ebenfalls aktive Tischtennisspieler: Erwin Braun, der im Zweiten Weltkrieg fiel, war ebenfalls Nationalspieler und spielte bei Schwarz-Weiß Barmen und beim Wuppertaler SV. Mit Günter Braun spielte er oft Doppel, seine Schwester Gerda Schlerth trat ebenfalls in der Oberliga, mit dem Verein TSV Union Wuppertal, an.